# Абер, Жан Николя
Жан Николя Абер (фр. Jean Nicolas Habert; 27 октября 1774, Нижон, провинция Шампань, Королевство Франция —18 июля 1842, там же) — французский военный деятель, полковник (1813 год), участник революционных и наполеоновских войн.

## Биография
Родился в семье торговца Жана-Батиста Абера (фр. Jean-Baptiste Habert) и его супруги Мари-Роз Рен (фр. Marie-Rose Reine). 7 марта 1794 года поступил на военную службу солдатом 4-го кавалерийского полка, принимал участие в кампаниях 1794-1801 годов в рядах Самбро-Маасской и Рейнской армий, сражался при Флёрюсе, Вюрцбурге, Штоккахе и Гогенлиндене. 
В составе Итальянской армии маршала Массена участвовал в кампании 1805 года, сражался при Кальдьеро и Тальяменто. 17 апреля 1806 года стал старшим аджюданом 6-го кирасирского полка, участвовал в Польской кампании 1807 года в составе 1-й бригады генерала Рено 3-й дивизии тяжёлой кавалерии генерала Эспаня Великой Армии, и отличился в сражении 10 июня 1807 года при Гейльсберге, где был ранен штыком в бок, пикой в правую руку и потерял лошадь, убитую под ним.
1 октября 1808 года получил звание капитана, и в ходе Австрийской кампании 1809 года командовал ротой в 6-м полку. Сражался при Экмюле. 21 мая при Эсслинге получил пулевое ранение в левую ногу и под ним была убита лошадь. Дрался при Ваграме. 12 сентября 1809 года Абер был повышен до командира эскадрона. В составе всё того же 6-го полка принимал участие в Русской кампании 1812 года в составе 1-й бригады генерала Рено 5-й дивизии тяжёлой кавалерии, сражался при Бородино, Винково и Малоярославце. 7 сентября 1812 года награждён чином майора с назначением в 9-й кирасирский полк полковника Мюра-Систриера. 23 ноября 1812 года вместе со своим командиром присоединился к 1-й роте «Священного эскадрона» под командой дивизионного генерала Груши. После прибытия отступающей армии в Ковно возвратился к своему полку.
В 1813 году принял участие в Саксонской кампании, сражался при Лютцене, Баутцене и Дрездене, где сменил раненого полковника Мюра-Систриера на посту командира 9-го полка. 3 сентября 1813 года был произведён в полковники и утверждён в качестве командира 9-го полка. 16 октября сражался при Лейпциге, где потерял лошадь, убитую под ним и получил пулевое ранение в левую ногу, вследствие чего в кампании 1814 года участия не принимал.
При первой Реставрации Бурбонов оставался с 13 октября 1814 года без служебного назначения. Во время «Ста дней» присоединился к Императору и 11 мая 1815 года возглавил 4-й кирасирский полк, участвовал в Бельгийской кампании, где отличился в отчаянных атаках тяжёлой кавалерии на плато Мон-Сен-Жан в сражении при Ватерлоо.
После второй Реставрации определён 21 декабря 1815 года на половинное жалование и возвратился в родной Нижон, где с 1821 по 1837 год занимал пост мэра города. 7 апреля 1824 года окончательно вышел в отставку.
Умер в Нижоне 18 июля 1842 года в возрасте 67 лет.

## Воинские звания
- Фурьер (21 марта 1795 года);
- Вахмистр (30 января 1799 года);
- Старший вахмистр (6 марта 1800 года);
- Младший лейтенант (5 июня 1800 года);
- Лейтенант (20 июля 1802 года);
- Капитан (1 октября 1808 года);
- Командир эскадрона (12 сентября 1809 года);
- Майор (7 сентября 1812 года);
- Полковник (3 сентября 1813 года).

## Награды
Легионер ордена Почётного легиона (1 июня 1807 года)
 Офицер ордена Почётного легиона (28 ноября 1813 года)
 Кавалер военного ордена Святого Людовика (6 октября 1814 года)